# 45510 Kashuba
45510 Kashuba este o planetă minoră (asteroid), cu un diametru de 5,279 km, din centura de asteroizi. A fost descoperită pe 30 ianuarie 2000 la Catalina Station⁠(d) de Catalina Sky Survey. 
Obiectul prezintă o orbită caracterizată de o semiaxă mare de 2,9723470742275 UAi, o excentricitate de 0,071393856475257, o înclinație de 9,6828066823971 ° în raport cu ecliptica.